# Moneda bimetàl·lica

Països amb monedes bimetàl·liques en circulació

Una moneda bimetàl·lica és aquell tipus de moneda formada per dos o més parts metàl·liques diferenciades. Aquest tipus de format és el més usat en les noves emissions de diferents països, desplaçant així a la moneda poligonal com a element més significatiu dins d'un con monetari creixent. Normalment les monedes emeses en aquest format són les del màxim facial circulant.

## Història
El primer país emissor de moneda bimetàl·lica circulant a nivell mundial va ser Itàlia. El 1982, la seca de Roma, Istituto poligràfic i Zecca dello Stato, va sorprendre al món amb una moneda de 500 Lires molt particular. Aquesta consistia en una circumferència de llautó inscrita dins d'un anell d'acer inoxidable. San Marino i Vaticà, que compartien sistema monetari, van seguir el deixant d'Itàlia i van emetre els seus 500 Lires també en format bimetàl·lic.
Anys més tard, el 1987, Marroc va emetre amb cospels de la moneda de 500 Lires seves noves monedes de cinc dirhams i un any més tard França i Mònaco, amb els seus moneda de 10 francs i Tailàndia, amb la seva moneda de 10 Baht, van seguir l'exemple d'Itàlia.
El 1992, la Monnaie de París va saltar a primera plana de la numismàtica internacional presentant un nou tipus de moneda bimetàl·lica. La nova moneda de 20 Francs estava formada per tres cèrcols concèntrics en lloc de dos, un centre de llautó amb una corona de níquel inscrita en un anell de llautó, aquesta moneda va ser coneguda mundialment com a moneda trimetàl·lica.
Des de llavors, nombrosos països del món han emès monedes bimetàl·liques per la seva circulació i ús corrents. Per a aquest ús, les tonalitats metàl·liques més usades són les combinacions de metalls daurats amb platejats. També hi ha altres combinacions possibles però poc comuns: la moneda de 50 corones de la República Txeca combina el coure en el seu anell i el daurat al centre; els 2 naira de Nigèria usen el coure en l'anell i níquel en el centre, i la moneda de 10 dinars d'Algèria utilitza dos metalls del mateix color gris però de diferent tonalitat: acer en l'anell i alumini en el centre.
Altres països han fet servir aquest format bimetàl·lic per realitzar monedes commemoratives d'un nivell i qualitat apreciats per tots els col·leccionistes numismàtics. Aquestes monedes es fabriquen combinant metalls preciosos com l'or o l'argent o alterant amb aquests altres més innovadors com el niobi, el titani o el tàntal.

## Països amb monedes bimetàl·liques en circulació

### Europa
| PAÍS                 | Circulació habitual  | Commemoratives | Fora de curs        | Núm. Total |
| EUROPA               |                      |                |                     |            |
| Albània              | 100 Lekë             | -              | -                   | 1          |
| Andorra              | 1, 2 Euros           | 2 Diners       | -                   | 3          |
| Alemanya             | 1, 2 Euros           | -              | -                   | 2          |
| Armènia              | 500 Drams            | -              | -                   | 1          |
| Àustria              | 1, 2 Euros           | -              | 50 Xílings          | 3          |
| Azerbaidjan          | 50 Qapik             | -              | -                   | 1          |
| Bèlgica              | 1, 2 Euros           | -              | -                   | 2          |
| Bòsnia i Hercegovina | 2 Marcs convertibles | -              | -                   | 1          |
| Bulgària             | 1 Lev                | -              | -                   | 1          |
| Ciutat del Vaticà    | 1, 2 Euros           | -              | 500, 1000 Liras     | 4          |
| Croàcia              | -                    | 25 Kuna        | -                   | 1          |
| Eslovàquia           | 1, 2 Euros           | -              | -                   | 2          |
| Eslovènia            | 1, 2 Euros           | 3 Euros        | 500 tolar           | 4          |
| Espanya              | 1, 2 Euros           | -              | -                   | 2          |
| Estònia              | 1, 2 Euros           | -              | -                   | 2          |
| Finlàndia            | 1, 2 Euros           | 5 Euros        | 10, 25 Marcs        | 5          |
| França               | 1, 2 Euros           | -              | 10, 20 Francs       | 4          |
| Geòrgia              | 2 Lari               | 10 Lari        | -                   | 2          |
| Gibraltar            | 2 Lliures            | -              | -                   | 1          |
| Grècia               | 1, 2 Euros           | -              | -                   | 2          |
| Guernsey             | 2 Lliures            | 5 Lliures      | -                   | 2          |
| Hongria              | 100, 200 florins     | -              | -                   | 2          |
| Illa de Man          | 2 Lliures            | -              | -                   | 1          |
| Irlanda              | 1, 2 Euros           | -              | -                   | 2          |
| Itàlia               | 1, 2 Euros           | -              | 500, 1000 Liras     | 4          |
| Jersey               | 2 Lliures            | -              | -                   | 1          |
| Letònia              | 1, 2 Euros           | -              | 2 lati              | 3          |
| Lituània             | 2, 5 Litai           | -              | -                   | 2          |
| Luxemburg            | 1, 2 Euros           | -              | -                   | 2          |
| Malta                | 1, 2 Euros           | -              | -                   | 2          |
| Mònaco               | 1, 2 Euros           | -              | 10, 20 Francs       | 4          |
| Països Baixos        | 1, 2 Euros           | -              | -                   | 2          |
| Polònia              | 2, 5 Zlotych         | -              | -                   | 2          |
| Portugal             | 1, 2 Euros           | -              | 100, 200 Escuts     | 4          |
| Regne Unit           | 2 Lliures            | -              | -                   | 1          |
| Txèquia              | 50 Corones           | -              | -                   | 1          |
| Rússia               | -                    | 10 Rubles      | 10, 50 vells Rubles | 3          |
| San Marino           | 1, 2 Euros           | -              | 500, 1000 Liras     | 4          |
| Suïssa               | -                    | 10 Francs      | 5 Francs            | 2          |
| Ucraïna              | -                    | 5 Hrívnia      | -                   | 1          |
| Xipre                | 1, 2 Euros           | -              | -                   | 2          |

### Amèrica
| PAÍS                 | Circulació habitual   | Commemoratives | Fora de curs          | Núm. Total |
| AMÈRICA              |                       |                |                       |            |
| Argentina            | 1 i 2 Pesos           | -              | -                     | 2          |
| Bolívia              | 5 Bolivians           | -              | -                     | 1          |
| Brasil               | 1 Real                | -              | -                     | 1          |
| Canadà               | 2 Dòlars              | -              | -                     | 3          |
| Colòmbia             | 500 Pesos             | -              | -                     | 1          |
| Cuba                 | 5 Pesos convertibles  | -              | -                     | 1          |
| Equador              | -                     | -              | 100, 500, 1000 Sucres | 3          |
| El Salvador          | -                     | -              | 5 Colones             | 1          |
| Illes Malvines       | 2 Lliures             | -              | -                     | 1          |
| Jamaica              | 20 Dòlars             | -              | -                     | 1          |
| Mèxic                | 1, 2, 5, 10, 20 Pesos | 50 Pesos       | -                     | 6          |
| Perú                 | 2, 5 Sols             | -              | -                     | 2          |
| República Dominicana | 5 Pesos               | -              | -                     | 1          |
| Uruguai              | 10 Pesos Uruguaians   | -              | -                     | 1          |
| Veneçuela            | 1 Bolívar Fort        | -              | 1000 Bolívares        | 2          |
| Xile                 | 100 i 500 Pesos       | -              | -                     | 2          |

### Àfrica
| PAÍS                                      | Circulació habitual     | Commemoratives | Fora de curs    | Núm. Total |
| ÀFRICA                                    |                         |                |                 |            |
| Algèria                                   | 10, 20, 50 I 100 Dinars | -              | -               | 4          |
| Benín                                     | 200 i 500 Francs CFA    | -              | 250 Francs CFA  | 3          |
| Botswana                                  | 5 Pula                  | -              | -               | 1          |
| Burkina Faso                              | 200 i 500 Francs CFA    | -              | 250 Francs CFA  | 3          |
| Camerun                                   | 100 Francs CFA          | -              | -               | 1          |
| Cap Verd                                  | 100 Escuts              | -              | -               | 1          |
| Costa d'Ivori                             | 200 i 500 Francs CFA    | -              | 250 Francs CFA  | 3          |
| Egipte                                    | 1 Lliura                | -              | -               | 1          |
| Gabon                                     | 100 Francs CFA          | -              | -               | 1          |
| Ghana                                     | 1 Cedi                  | -              | 100 vells Cedis | 2          |
| Guinea Bissau                             | 200 i 500 Francs CFA    | -              | 250 Francs CFA  | 3          |
| Guinea Equatorial                         | 100 Francs CFA          | -              | -               | 1          |
| Kenya                                     | 5, 10, 20 I 40 Xílings  | -              | -               | 4          |
| Lesotho                                   | -                       | 5 Maloti       | -               | 1          |
| Líbia                                     | 1/2 Dinar               | -              | -               | 1          |
| Malawi                                    | 5 i 10 Kwacha           | -              | -               | 2          |
| Mali                                      | 200 i 500 Francs CFA    | -              | 250 Francs CFA  | 3          |
| Marroc                                    | 5 i 10 Dirhams          | -              | -               | 2          |
| Mauritània                                | 20 i 50 Ouguiya         | -              | -               | 2          |
| Namíbia                                   | 10 Dòlars.              | -              | -               | 1          |
| Níger                                     | 200 i 500 Francs CFA    | -              | 250 Francs CFA  | 3          |
| Nigèria                                   | 1 i 2 Naira             | -              | -               | 2          |
| República Centreafricana                  | 100 Francs CFA          | -              | -               | 1          |
| Rep. del Congo                            | 100 Francs CFA          | -              | -               | 1          |
| Ruanda                                    | 100 Francs              | -              | -               | 1          |
| Sàhara Occidental                         | -                       | 500 Pessetes   | -               | 1          |
| Santa Helena, Ascensió i Tristan da Cunha | 2 Lliures               | -              | -               | 1          |
| Senegal                                   | 200 i 500 Francs CFA    | -              | 250 Francs CFA  | 3          |
| Sierra Leone                              | 500 Leone               | -              | -               | 1          |
| Sud-àfrica                                | 5 Rand                  | -              | -               | 1          |
| Sudan                                     | 20 i 50 Lliure sudanesa | -              | -               | 2          |
| Togo                                      | 200 i 500 Francs CFA    | -              | 250 Francs CFA  | 3          |
| Tunísia                                   | 5 Dinars                | -              | -               | 1          |
| Txad                                      | 100 Francs CFA          | -              | -               | 1          |
| Zimbàbue                                  | -                       | -              | 5 Dòlars        | 1          |

### Àsia
| PAÍS              | Circulació habitual | Commemoratives | Fora de curs                | Núm. Total |
| ÀSIA              |                     |                |                             |            |
| Aràbia Saudita    | 100 Halala          | -              | -                           | 1          |
| Bahrain           | 100 i 500 Fils      | -              | -                           | 2          |
| Cambodja          | 500 Riels           | -              | -                           | 1          |
| Filipines         | 10 pesos            | -              | -                           | 1          |
| Hong Kong         | 10 Dòlars           | -              | -                           | 1          |
| Iemen             | 20 rials            | -              | -                           | 1          |
| Índia             | 10 Rupies           | -              | -                           | 1          |
| Indonèsia         | 1000 Rupies         | -              | -                           | 1          |
| Iran              | 250 i 500 rials     | -              | -                           | 2          |
| Israel            | 10 Xéquels          | -              | -                           | 1          |
| Japó              | 500 Iens            | -              | -                           | 1          |
| Jordània          | 1/2 Dinar           | -              | -                           | 1          |
| Kazakhstan        | 100 Tenge           | -              | -                           | 1          |
| Malàisia          | 1 Ringgit           | -              | -                           | 1          |
| Macau             | 10 Pataques         | -              | -                           | 1          |
| Oman              | 100 Baisa           | -              | -                           | 1          |
| Papua Nova Guinea | 2 Kina              | -              | -                           | 1          |
| Singapur          | 1 Dòlar             | 5 Dòlars       | -                           | 2          |
| Síria             | 25 Lliures          | -              | -                           | 1          |
| Sri Lanka         | 10 Rupies           | -              | -                           | 1          |
| Tadjikistan       | 3 i 5 Somoni        | -              | -                           | 2          |
| Tailàndia         | 10 Bath             | -              | -                           | 1          |
| Taiwan            | 20 I 50 Dòlars      | -              | -                           | 1          |
| Turkmenistan      | 1 i 2 Manat         | -              | -                           | 2          |
| Turquia           | 50 Kurus i 1 Lira   | 5 Lires        | 50 Nous kurus i 1 Nova lira | 5          |
| R.P. de la Xina   | 10 Iuans            | -              | -                           | 1          |

### Oceania
| PAÍS      | Circulació habitual | Commemoratives | Fora de curs | Núm. Total |
| OCEANIA   |                     |                |              |            |
| Austràlia | 5 Dòlars            | -              | -            | 1          |

## Monedes bimetàl·liques en metalls fins
Són nombrosos els països emissors de monedes bimetàl·liques commemoratives de lliure circulació en metalls fins. En teoria, aquestes monedes són mitjà de pagament oficial, però en la pràctica, el valor dels metalls amb què estan fabricades supera amb escreix el valor facial de les peces, el que fa impossible i gairebé utòpic veure-les en circulació.

### Europa
- Andorra: 5 Diners (argent i llautó; trimetàl·lica), 25 Diners (platí i or).
- Àustria: 100 Xílings (argent i titani, desmonetizada), 25 Euros (argent i niobi).
- Bèlgica: 10 i 20 Ecu (argent i or).
- Bulgària: 10 Leva (argent, argent daurat i argent oxidat).
- Eslovàquia: 5.000 i 10.000 Corones (argent, or i platí)
- Espanya: 300 Euros (argent i or; trimetàl·lica).
- Gibraltar: 1/2 corona (or i titani), 1 Corona (argent, argent daurat i argent oxidat), 2 Corones (coure, argent i or).
- Hongria: 3000 Forintos (argent i argent daurat).
- Illa de Man: 1 Corona (argent, argent daurat, argent oxidat, or, platí).
- Letònia: 1 Lat (argent i niobi).
- Lituània: 2 i 5 Litas (or i argent).
- Luxemburg: 10 i 20 Euros (argent i titani).
- Polònia: 10 Zlotych (argent, argent daurat i argent oxidat), 200 Zlotych (or vermell, blanc i groc)
- República Txeca: 2500 Corones (argent i or).
- Rússia i (URSS): 5 i 100 Rubles (or i argent)
- Ucraïna: 20 Hrvynia (argent i or).

### Amèrica
- Bahames: 1 Dollar (argent daurat i argent).
- Canadà: 8 Dòlars (argent i argent daurat).
- Estats Units: 10 Dòlars (or i platí).
- Illes Malvines: 2 Lliures (argent daurat i argent).
- Illes Verges: 5, 75, 250 Dòlars, 1 Corona, 1 Royal.
- Jamaica: 100 Dòlars (argent i argent daurat).
- Mèxic: 100 Pesos (llautó i argent; sèrie dels 32 estats).
- República Dominicana: 60 Pesos (argent i or).
- Trinitat i Tobago: 10 Dòlars (argent i or).

### Àfrica
- Gàmbia: 2000 Bututs (argent i argent daurat)
- Sierra Leone: 75 Dòlars (or i niobi).
- Tunísia: 5 Dinares (or i argent).

### Àsia
- Xina: 10 Yuan (argent i argent daurat, or), 50, 100 i 500 Yuan (argent i or).
- Kazakhstan: 500 Tenge (argent, argent oxidat, tàntal).

### Oceania
- Austràlia: 1, 5, 10, 20 i 50 Dòlars (argent, argent daurat, coure, or).